# Zhaire Smith
Zhaire Jahi-ihmi Smith (ur. 4 czerwca 1999 w Garland) – amerykański koszykarz, występujący na pozycjach rzucającego obrońcy lub niskiego skrzydłowego, od 2023 zawodnik Cleveland Charge.
23 listopada 2020 trafił w wyniku transferu do Detroit Pistons. 30 listopada opuścił klub. 15 grudnia został zawodnikiem Memphis Grizzlies. Jeszcze tego samego dnia został zwolniony. 15 września 2023 dołączył do Cleveland Cavaliers. 21 października 2023 opuścił zespół. Tydzień później zawarł umowę z Cleveland Charge.

## Osiągnięcia
Stan na 1 listopada 2023, na podstawie, o ile nie zaznaczono inaczej.
NCAA
- Uczestnik rozgrywek Elite 8 turnieju NCAA (2018)
- Zaliczony do:
  - I składu:
    - defensywnego Big 12 (2018)
    - najlepszych nowo-przybyłych zawodników Big 12 (2018)
    - All-Big 12 Academic Rookie (2018)

  - składu All-Big 12 honorable mention (2018)